# EROSITA

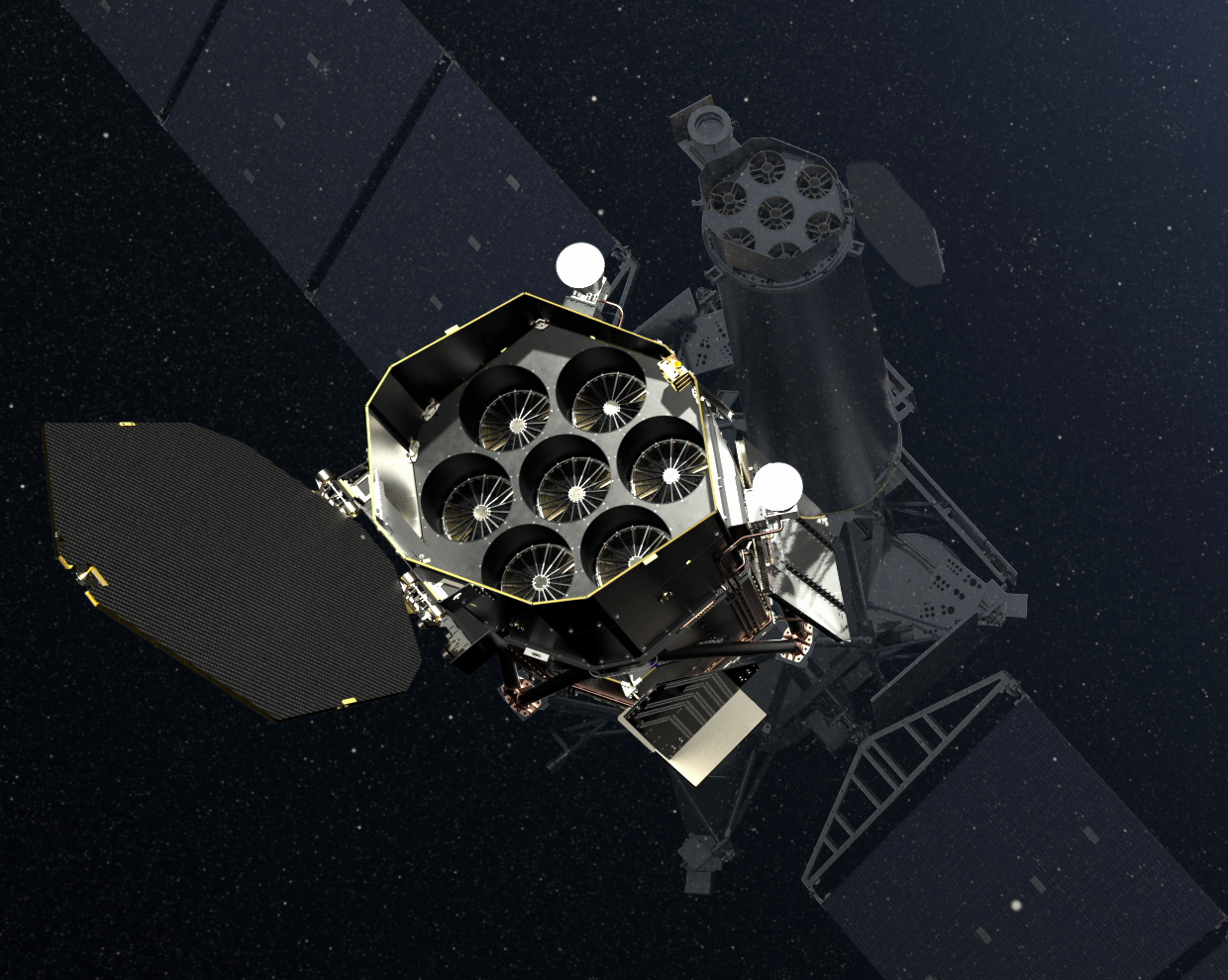
Телескопы орбитальной астрофизической обсерватории Спектр-РГ: eROSITA — большие зеркала слева внизу; ART-XC — меньшие зеркала справа вверху.

eROSITA (extended ROentgen Survey with an Imaging Telescope Array) — рентгеновский телескоп, построенный Институтом внеземной физики Общества Макса Планка (MPE) в Германии. Его можно рассматривать как развитие рентгеновского телескопа ROSAT на современном научном и технологическом уровне. 
Рентгеновский зеркальный телескоп eROSITA интегрирован в космическую обсерваторию «Спектр-РГ» («Спектр-Рентген-Гамма») вместе с российским телескопом «ART-XC»; запуск обсерватории осуществлён 13 июля 2019 года. 26 февраля 2022 года, в связи со вторжением России на Украину, следуя рекомендации приостановить сотрудничество с Россией, телескоп eROSITA был выключен (переведён в безопасный режим).

## Цели
Рентгеновский телескоп eROSITA за 7 лет работы снимет всё небо и составит восемь карт неба в мягком рентгеновском диапазоне. 
EROSITA All-Sky Survey (eRASS) — это будет первое изображение всего неба в диапазоне 2-10 кэВ. 
Ожидается, что телескоп обнаружит 100 000 скоплений галактик, 3 миллиона активных ядер галактик и 700 000 звезд в Млечном Пути. Основная научная цель состоит в том, чтобы измерить темную энергию через структуру и историю развития Вселенной, отслеживаемую скоплениями галактик.

## Конструкция
Рентгеновский телескоп eROSITA состоит из семи одинаковых параллельно направленных зеркальных модулей типа Вольтера, каждый из которых включает в себя 54 вложенных друг в друга позолоченных зеркала. Они собирают высокоэнергетические фотоны и направляют их дальше — в рентгеновские камеры, расположенные в фокусе зеркальной установки. Для достижения максимальной производительности рентгеновские камеры телескопа охлаждаются до температуры −90 °C с помощью сложной системы труб.
Ожидается, что в диапазоне 0,3—2 кэВ он будет в 25 раз более чувствительным, чем рентгеновский телескоп ROSAT 1990-х годов, чьим преемником он является.

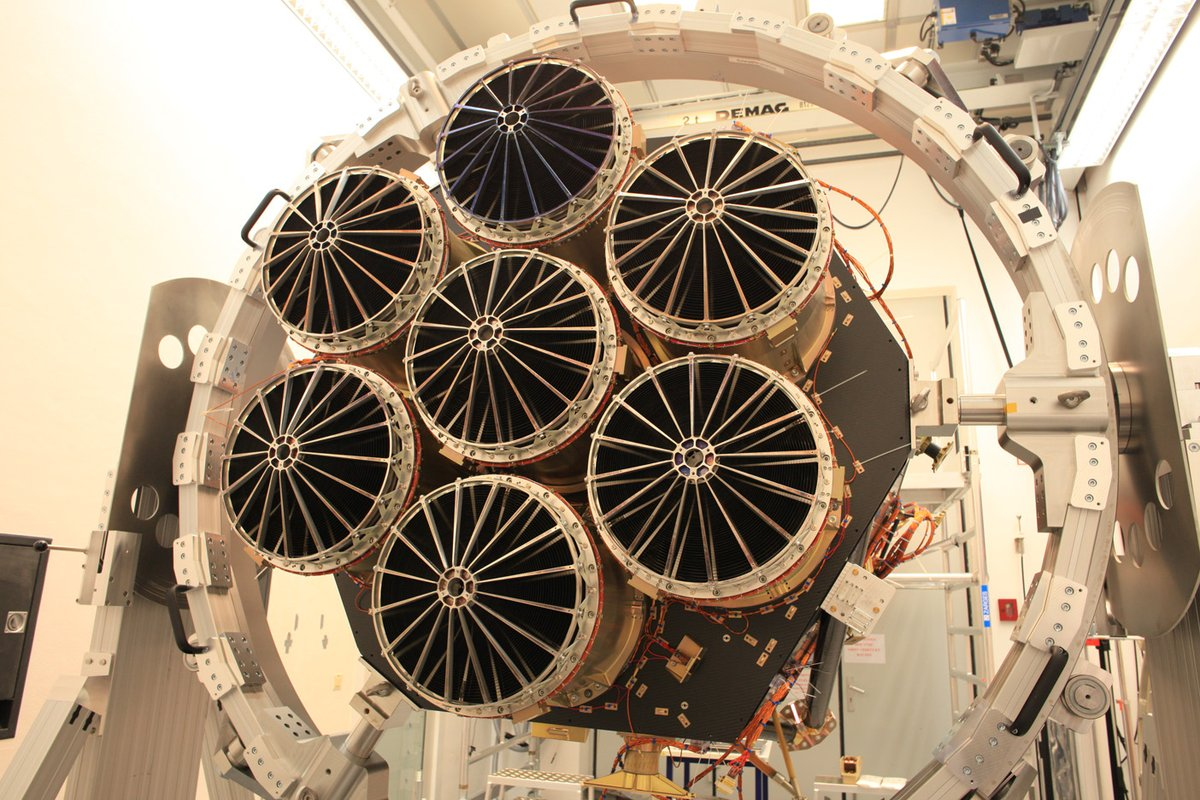
Семь идентичных зеркальных модулей.
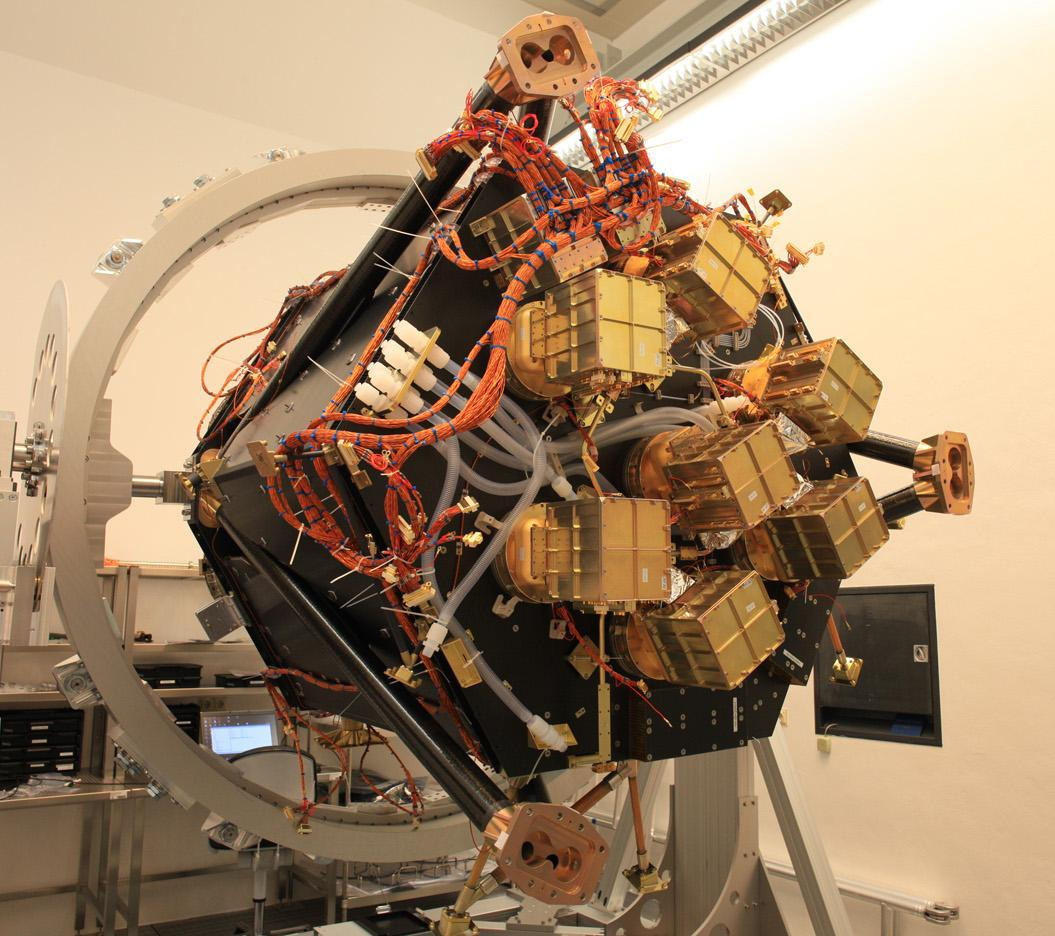
Рентгеновские детекторы установленные за каждым из семи зеркальных модулей (по одному на каждый).

|                                 | eROSITA                                         | ART-XC                                  |
| ------------------------------- | ----------------------------------------------- | --------------------------------------- |
| Организация                     | Институт внеземной физики Общества Макса Планка | ИКИ РАН / РФЯЦ-ВНИИЭФ                   |
| Тип телескопа                   | Телескоп Вольтера I типа                        | Телескоп Вольтера I типа                |
| Функция телескопа               | Обзор всего неба                                | Обзор всего неба                        |
| Область исследуемого спектра    | Мягкое рентгеновское излучение                  | Жёсткое рентгеновское излучение         |
| Рабочий диапазон                | 0,2—10 кэВ                                      | 5—30 кэВ                                |
| Масса                           | 810 кг                                          | 350 кг                                  |
| Энергопотребление               | 550 Вт                                          | 300 Вт                                  |
| Поле зрения                     | 0,81° (квадратного градуса)                     | 34' (тридцать четыре квадратных минуты) |
| Угловое разрешение              | 15 угловых секунд (при 1,5 кэВ)                 | 45 угловых секунд                       |
| Фокусное расстояние             | 1600 мм                                         | 2700 мм                                 |
| Эффективная входная апертура    | 2400 см² / 1 кэВ                                | 450 см² / 8 кэВ                         |
| Энергетическое разрешение       | 130 эВ на 6 кэВ                                 | 1,4 кэВ на 14 кэВ                       |
| Временное разрешение детекторов | 50 мс                                           | 1 мс                                    |

## История
Запуск обсерватории «Спектр-РГ» был осуществлён компанией «Роскосмос» 13 июля 2019 года в 12:30:57 (UTC).  21 октября 2019 г. «Спектр-РГ» прибыл в
точку Лагранжа L2 системы Солнце—Земля.
По информации от 31 августа 2019, на борту «Спектр-РГ» были открыты крышки, он был включен и получена первая информация с детекторов телескопа eROSITA. 
17 октября 2019 получен первый свет телескопа eROSITA.
11 июня 2020 года завершено построение первой из восьми карт неба в мягком рентгеновском излучении..
26 февраля 2022 года, немецкая сторона, в связи с вторжением России на Украину, следуя рекомендации приостановить сотрудничество с Россией, отключила (перевела в безопасный режим) телескоп; 4 июня глава «Роскосмоса» Д. Рогозин озвучил намерение включить питание eROSITA вопреки решению немецкой стороны

## Участники проекта

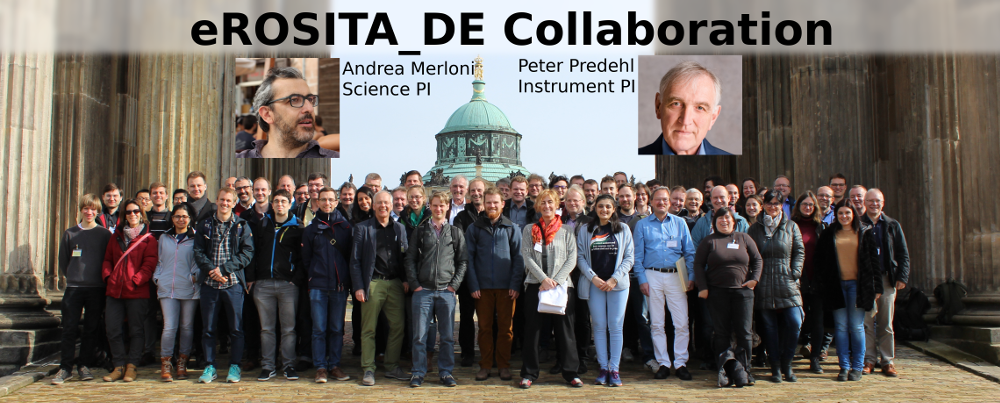
Встреча немецких членов проекта eROSITA в Потсдаме, 4-7 марта 2019 года.

Рентгеновский телескоп eROSITA был разработан в Институте внеземной физики Общества Макса Планка в сотрудничестве с институтами в Бамберге, Гамбурге, Потсдаме и Тюбингене. Научный руководитель телескопа eROSITA доктор Петер Прёдель, а руководителем проекта является физик Андреа Мерлони.. 
Участниками проекта eROSITA являются немецкие и международные институты, которые сотрудничают с наземными телескопами для последующих наблюдений за миллионами источников, которые обнаруживает eROSITA.

## Научные результаты
Ещё до завершения калибровки и официального начала наблюдений телескоп «eROSITA» открыл 18 тыс. рентгеновских источников, большая часть которых является неизвестными науке квазарами, сверхмассивными чёрными дырами в далёких галактиках, а также 450 крупных скоплений галактик и одно предполагаемое сверхскопление. 

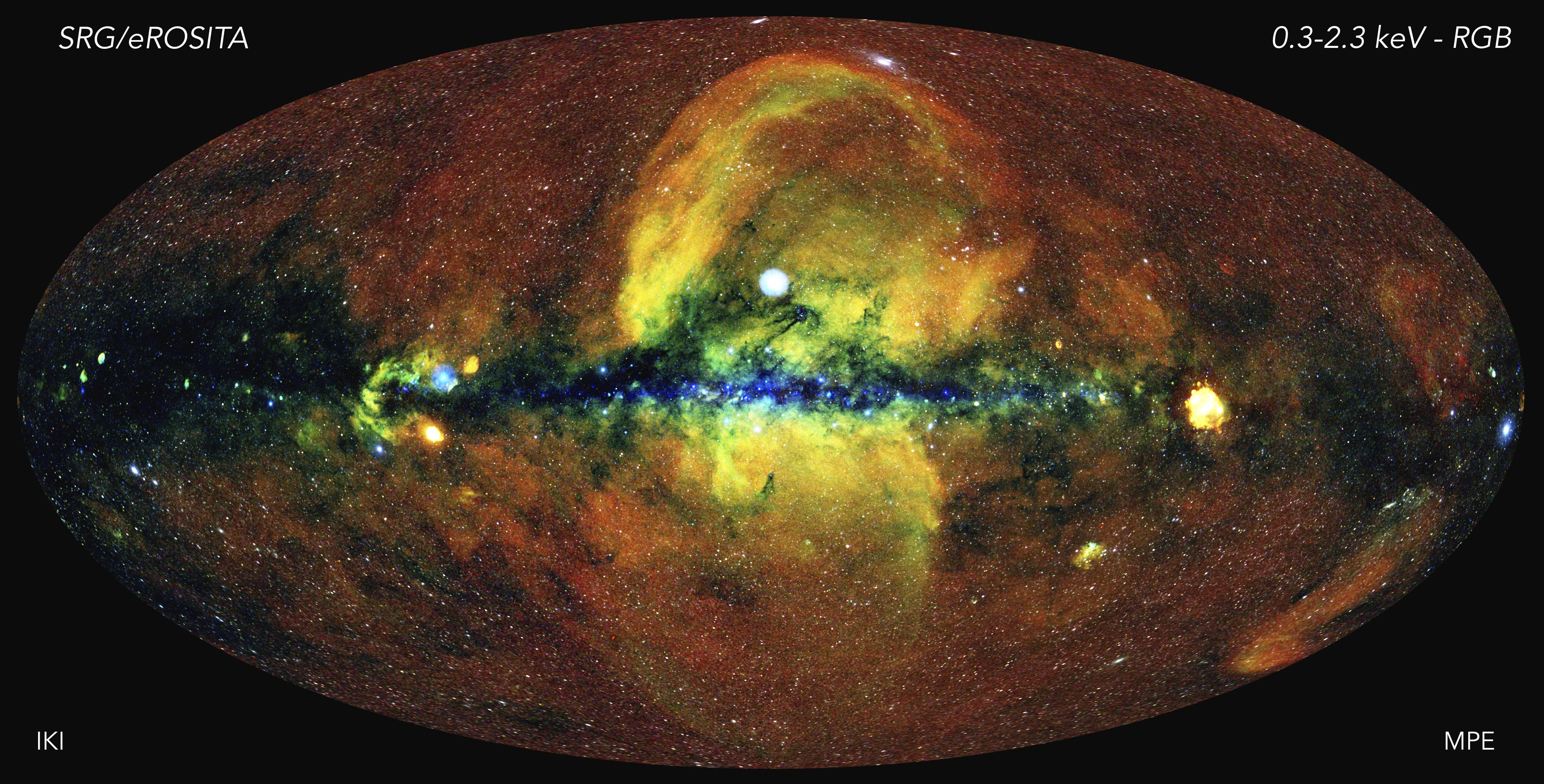
Карта всего неба в мягком рентгеновском излучении, созданная в 2020 году на основе данных первого из восьми обзоров неба рентгеновского телескопа eROSITA. В общей сложности на снимке eROSITA было обнаружено 1,1 миллиона источников рентгеновского излучения.

Всего за полгода сканирования неба телескоп «eROSITA» смог удвоить полное число источников, зарегистрированных всеми космическими телескопами в мире за 60 лет рентгеновской астрономии.
Первый обзор всего неба телескопом eROSITA в мягком рентгеновском излучении был завершен 11 июня 2020 года, на основе его данных было каталогизировано 1,1 миллиона рентгеновских источников, в основном активные ядра галактик (77 %), звёзды с сильными магнитно-активными горячими коронами (20 %) и скопления галактик (2 %), рентгеновские двойные звёзды, остатки сверхновых, расширенные области звездообразования, а также переходные процессы, такие как гамма-всплески.
- 11 июня 2020 года — построение телескопом «eROSITA» первой из восьми карт всего неба в мягком рентгеновском излучении[29].
- декабрь 2020 года — построение телескопом «eROSITA» второй из восьми карт всего неба в мягком рентгеновском излучении.
- декабрь 2020 года — открытие «пузырей eRosita», которые больше «пузырей Ферми» в 1,5 раза[30][31][32].
- 16 июня 2021 года — построение телескопом «eROSITA» третьего из восьми карт всего неба в мягком рентгеновском излучении.
- 19 декабря 2021 года — построение телескопом «eROSITA» четвертого из восьми карт всего неба в мягком рентгеновском излучении[33].
- 26 февраля 2022 года — телескоп «eROSITA» был переведен в спящий режим немецкой стороной согласно указаниям приостановить научное сотрудничество с Россией.[19]
- 1 февраля 2024 года был опубликован eRosita All-Sky Survey Catalogue (eRASS1) первый каталог обзора всего неба построенного телескопом «eROSITA» в мягком рентгеновском излучении. В первую редакцию каталога eRASS1 внесены данные полученные за период с 12 декабря 2019 года и до 11 июня 2020 года.[34][35][36][37]

В мае 2022 года группа астрономов во главе с Оле Кенигом из Астрономического института Университета Эрлангена—Нюрнберга сообщила, что впервые пронаблюдала «огненный шар» новой. До сих пор это явление не удавалось зарегистрировать, хотя первоначально оно было предсказано 30 лет назад. Открытие было сделано в ходе наблюдений за Новой Сетки, вспыхнувшей 15 июля 2020 года, рентгеновским телескопом eROSITA, когда тот вел второй обзор всего неба.
В июне 2022 года группа астрономов во главе с Антонио Родригесом из Калифорнийского технологического института сообщила об открытии двух новых поляров, ZTFJ0850+0443 и ZTFJ0926+0105, в ходе совместного анализа каталога eFEDS (eROSITA Final Equatorial Depth Survey), составленного на основе данных рентгеновского обзора неба телескопом eROSITA, и фотометрических данных каталога ZTF Data Release 5 наземной системы Zwicky Transient Facility.
В апреле 2023 года опубликованы результаты первого исследования темной энергии с помощью телескопа eROSITA. Исследователи из Национального университета Ченг Кунг на Тайване и Мюнхенского университета проанализировали одну из крупнейших выборок маломассивных скоплений галактик, чтобы оценить долю темной энергии и ее распределение во Вселенной. Анализ показал, что энергия, связанная с расширением Вселенной, распределяется равномерно в пространстве и времени. Для своего анализа исследователи использовали данные обзора Final Equatorial Depth Survey (eFEDS), выполненного телескопом eROSITA. Исследователи идентифицировали в собранных данных около 500 скоплений галактик. Это одна из крупнейших выборок маломассивных скоплений, охватывающая 10 млрд лет космической эволюции.
1 февраля 2024 года был опубликован eRosita All-Sky Survey Catalogue (eRASS1) первый каталог обзора всего неба построенного телескопом «eROSITA» в мягком рентгеновском излучении. В первую редакцию каталога eRASS1 внесены данные полученные за период с 12 декабря 2019 года и до 11 июня 2020 года. За первые полгода наблюдений «eROSITA» уловил 170 млн рентгеновских фотонов. Из этих регистраций учёные извлекли данные о 900 тыс. источниках рентгеновского излучения, которые с высокой точностью смогли привязать к событиям и объектам во Вселенной. В частности, были детектированы 700 тыс. сверхмассивных чёрных дыр в центрах активных галактических ядер, 180 тыс. излучающих рентгеновские лучи звёзд в Млечном Пути, 12 тыс. галактических скоплений и ряд экзотических объектов, таких как двойные звёзды, остатки сверхновых, пульсары и т.п. За 60 лет существования рентгеновской астрономии не было получено так много данных, как это сделал телескоп «eROSITA». По данным наблюдений уже опубликовано около 250 научных статей, заметная часть которых вышла за рамки научных целей миссии. Например, вместе с каталогом eRASS1 вышли подробные описания галактической паутины — нитей газа и пыли, соединяющие галактики, каталог галактических сверхскоплений (таких открыто 1000 штук) и масса другой вспомогательной информации. Вместе с каталогом учёные представили программные инструменты для анализа информации и интерпретации полученных данных, что ускорит обработку и осмысление собранной информации.

## Стоимость
Стоимость телескопа eROSITA составила 90 миллионов евро.